# Peperomia balfourii
Peperomia balfourii är en pepparväxtart som beskrevs av C. Dc.. Peperomia balfourii ingår i släktet peperomior, och familjen pepparväxter. Inga underarter finns listade i Catalogue of Life.